# Pucca
Pucca (tiếng Hàn: 뿌까 [p͈uk͈a]) là một series phim hoạt hình được chuyển nhượng từ công ty Vooz Club Hàn Quốc và hiện đang được phân phối bởi Công ty Walt Disney. Pucca được phát sóng trên Kênh Disney châu Á vào ngày 1 tháng 6 năm 2009.
Nhân vật chính là Pucca - cô cháu gái 11 tuổi của ba chủ nhân nhà hàng mì sợi Trung Hoa nằm trong ngôi làng Sooga, một ngôi làng nhỏ ở trên núi.
Pucca có một tình yêu với anh chàng ninja 12 tuổi "Garu", và cô luôn hạ gục anh trong các trận đánh cũng như những cuộc đấu không mục đích bởi ý chí kiên định.
Nhân vật này thường xuất hiện ở châu Âu và châu Á, với thể loại phim truyền hình trên các kênh cartoon ở châu Á, Mỹ Latin và tại các thành phố lớn. Pucca cũng được phát hành DVD ở Đức. Một nhà xuất bản sách cho trẻ em ở Anh cũng đã xuất bản một loạt sách dành cho trẻ em về nhân vật này.
Pucca cũng xuất hiện trên một số sản phẩm chuyên dụng, và có cả một nhóm hâm mộ ở Mỹ sau phiên bản truyền hình như trên Disney và các sản phẩm đặc trưng trong "Morning Glory", đồ dùng văn phòng tại các cửa hàng trên nước Mỹ. Chủ yếu là ở các phố buôn bán lớn. Ở Anh, bút chì / đồ thiếc, văn phòng phẩm, Máy tính xách tay, các tờ lịch in hình Pucca đã trở nên khá phổ biến.
Tại Israel, một  nhãn hiệu Snack Pucca đã được ra đời vào tháng 5 năm 2006. Ở Brazil, công ty sô-cô-la Garotto đã được cấp phép phát hành loại kẹo Phục Sinh Pucca vào năm 2009.
Ngoài ra còn một series truyện tranh Pucca tại Hàn Quốc đã được dịch sang tiếng Nhật, Tiếng Đức và Tây Ban Nha. Pucca và Garu còn du lịch trên khắp thế giới thông qua một bảng trò chơi Enchanted. Loạt phim bao gồm một số nhân vật khác như Abyo, Ching, Mio, Yani và Ssoso. Ching là cô bạn thân của Pucca và là người yêu của Abyo(bạn thân của Garu). Pucca có một con mèo tên Yani, nó thích trêu đùa với những mèo khác, đặc biệt là với con mèo Mio của Garu, nhưng lại không thích bất kỳ ai trong số họ. Ching, Abyo, Ssoso và hầu hết đều là những người học võ, nhưng không giống như Garu - người học nhẫn thuật. Abyo cũng muốn tìm hiểu nhẫn thuật như Garu để đánh bại anh trong một trận đấu nghiêm túc.

## Nhân vật trong Pucca

### Nhân vật chính
Puccạ̣: (Lồng tiếng: Tabitha St. Germain (Tiếng Anh) Bảo Yến (Tiếng Việt))
Tuổi: 11 (từ phần 'Slam Bam Birthday Bash').
Sinh nhật: 18 tháng 1.
Cung Hoàng đạo: Ma Kết.
Pucca có một mái tóc dài màu đen, thường được buộc theo kiểu odango. Tuy nhiên có hai lần Pucca không buộc tóc theo kiểu đó là trong tập 'Gold Medal Garu' và 'Chef Napped'. Nhóc tì này có một người bạn thân thiết là 'Noodle Girl' thỉnh thoảng xuất trong vài tập phim.
Cô bé có vẻ vô vọng trong tình yêu với Garu, và lúc nào cũng tranh thủ 'hôn' Garu ngay khi có cơ hội, Cô bé rất ít nói, thay vào đó là tần số cười, hôn và những âm thanh càu nhàu nho nhỏ xuất hiện nhiều hơn cả. Thật ra thì Pucca sở hữu một giọng hát rất hay, bạn có thể kiểm chứng điều này ở tập ' Tokyo-a-Go-Go' khi cô bé hát karaoke trong nhà hàng. Điều chắc chắn cô bé sẽ làm khi gặp Garu là nói 'Hello', và nếu vừa làm được điều gì đó xuất sắc thì Pucca sẽ reo 'ta-da' để thể hiện sự vui mừng.
Pucca sống cùng với người giám hộ của mình. Ba vị giáo sư Chefs ở nhà hàng Goh-Rong, nơi cô bé làm công việc giao hàng, lái xe vòng vòng trên phố trên chiếc scooter (một dạng xe phân khối nhỏ hơn 50 - Garu cũng từng lái chiếc xe này khi đi tìm con mèo cưng của Pucca). Yani là tên con mèo hồng mà Pucca nuôi, con 'miều' này cũng thường xuyên 'hun' những con miều khác nhưng dường như nó chỉ thực sự hứng thú với con miều đen của Garu – Mio.
Mặc dù Pucca không hẳn là một Ninja, nhưng cô bé đã chứng minh được các khả năng đặc biệt của bản thân bằng cách học các kỹ năng bản thân còn thiếu, ví dụ như tốc độ, thể lực và tinh thần thép. Khả năng siêu phàm của Pucca đôi khi không cần thiết đối với cuộc sống bình thường của cô bé, tuy nhiên, nó giúp cô bé lúc nào cũng vui vẻ yêu đời. Về bản chất thì Pucca là một cô bé đáng yêu, nhưng sẽ nhanh chóng trở thành một ngọn núi lửa chực phun trào nếu có ai đó cố tình xen vào giữa cô bé và Garu, tất nhiên là Pucca sẽ không để yên cho kẻ đó được toại nguyện.
Garu:(Lồng tiếng: Brian Drummond (Tiếng Anh) Đàm Vĩnh Hưng  (Tiếng Việt))
Tuổi: 12 (từ phần 'The Cursed Tie).
Sinh nhật: 3 tháng 11.
Cung Hoàng đạo: Thần Nông.
Garu là một ninja từ lúc mới sinh ra với các kỹ năng thành thục, chỉ là cậu bé rất nhút nhát và thẹn thùng trước Pucca, bạn thân của Garu là Abyo. Garu hiếm khi đáp trả lại tình cảm của Pucca, cậu bé có xu hưóng 'trốn thoát bằng mọi cách' khi bị Pucca 'hôn'. Cũng như Pucca, Garu có những năng lực đặc biệt, và hầu như trong các tập phim, Garu không nói câu nào ngoài trừ vài âm thanh thể hiện cảm xúc. Trong tập 'Full Moon Pucca', có thể kiểm chứng rằng Garu cũng hát rất hay.
Không giống như Pucca, Abyo, và Ching, Garu sống riêng tại một căn nhà nhỏ bên ngoài làng Sooga với chú mèo Mio.
Mọi thông tin về gia đình Garu hầu như đều là ẩn số.
Mặc dù sự thật là Garu có vẻ thờ ơ với những tiến bộ của Pucca, nhưng tình cảm thực sự của cậu nhóc dành cho cô bé vẫn là một bí mật, cho dù đôi lúc Garu cũng có phần quan tâm đến Pucca hay tận dụng cơ hội khi được Pucca giải cứu (trong phần 'Swiss Kiss'). Trong hoạt hình Flash, Garu và Pucca lại được coi như một đôi đúng nghĩa, thỉnh thoảng Garu tặng hoa hay socola cho Pucca, thậm chí có một tập phim Garu tặng cả nhẫn cho Pucca. Nhìn chung thì Pucca và Garu quá khác biệt. Pucca thì thân thiện thái quá trong khi Garu không bao giờ thể hiện những tình cảm không cần thiết, mặc dù trong một vài tập, Garu lại tỏ ra hào hiệp.
Không chỉ có Pucca, mà còn nhiều cô bé khác liêu xiêu trước Garu – một ninja tài năng, như Ring Ring và cô bé người Thuỵ Sĩ tên Heidi, điều đó khẳng định sức hút của Garu, một từ chính xác để diễn tả, đó là 'handsome'.

### Nhân vật phụ
- Ching: là người bạn thân nhất của Pucca và cô ấy yêu Abyo. Cô bé thường xuất hiện với một cô gà trên đầu gọi là Won. Nếu không có Won, cô ấy trông như rất mệt mỏi. Là tay kiếm thuật thượng hạng, Ching là một người tốt bụng, nhưng cô luôn tỏ ra tự ái khi có ai đó tán tỉnh thành công Abyo. Miệng cô trong như hình trái tim và nó úp xuống khi buồn.
- Abyo: Người bạn thân nhất của Garu. Cậu ấy cũng là một ninja, bên cạnh Garu (thực tế là Abyo đã từng luyện Kung Fu, có thể kiểm chứng bằng cây nhị khúc côn). Cậu không giỏi trong việc kết thúc tại các cuộc đấu, hầu hết là khi đấu tay đôi với Garu. Cậu cũng tránh Ching, giống như Garu cố gắng tránh Pucca, mặc dù một lần Abyo thực sự hôn Ching. Nhưng cậu hay từ chối cô ấy hay gat bỏ cô nhiều lần, nhưng Ching vẫn đều đặn thực hiện và bắt đầu lại với cậu. Bất cứ khi nào Abyo được chuẩn bị để làm một trận chiến di chuyển, cậu thường cởi áo của mình trước, cho dù điều này thỉnh thoảng vẫn gây ra sự khó chịu cho các nhân vật khác.
- Ring Ring: Một trong những nhân vật phản diên của phim. Ring Ring luôn luôn ghen tị với Pucca và luôn luôn cố gắng để làm được tốt hơn so với đối phương, hoặc làm một cái gì đó ích kỷ. Thỉnh thoảng Ring Ring thử chọc tức Pucca bằng việc cố gắng tán tỉnh Garu, nhưng tương tự như Pucca, Garu cũng từ chối. Ring Ring cũng có một số biểu hiện khi cô ấy giận dữ hay bực tức: Những màu đỏ lạ xuất hiện trên mặt cô, mái tóc xanh trở nên dài bất thường, có thể tấn công được. Tiếng hét của Ring Ring cho thấy cô vốn là ca sĩ opera.
- Santa Claus: Một nhân vật nhỏ trong phim, thường làm gì đó vào mùa đông Giáng sinh hay liên quan đến nó ngay cả khi không phải là đúng ngày. Anh ta đôi khi bị tấn công bằng một thứ gì đó (ví dụ như đang được chạy qua, vv), hoặc anh ta thường được nhắc đến với các công việc khác nhau như thợ cắt tóc hay bác sĩ. Tuy nhiên trong tập 'Tis the season for Revenge' theo lời kể của một người tên là Black Powder thì hắn và Santa (trước đây là Red Lantern) vốn là những tên trộm.
- Tobe: Một ninja thứ hai sau Garu trong phim, Tobe luôn luôn bày cách chống lại Garu, nhưng phần lớn các lần phải dừng lại bởi Pucca hay các ninjas. Y thường gọi Pucca là bạn gái của Garu. Không chỉ cố gắng đánh bại Garu, y luôn tìm cách lừa Garu bằng việc cải trang thành một người khác. Y luôn xuất hiện với mặt nạ, khi ăn thì y lộ ra chữ X ở trước mũi và kiểu tóc đuôi ngựa (điều này còn cho thấy y vốn là chiến binh samurai)
- Ninja của Tobe: Thông thường, hầu hết bao gồm bốn có năm hoặc sáu thành viên (hiếm khi nhiều hơn hoặc ít hơn), các ninja này làm việc cho Tobe và hầu hết trong số chúng đều rất lười nhác và không làm công việc được giao hoặc gây ra những lỗi lớn làm kế hoạch không thành công.
- Muji: Là tay ác bá thỉnh thoảng hay xuất hiện trong một số tập. Mỗi khi đối đầu với Garu, y thường xuyên giở những chiêu khiêu khích có lợi cho bản thân, chủ yếu là hạ bệ Garu, nhưng thường không thành công do sự phá đám của Pucca. Y thường xuất hiện với bầy zombie đi cùng. Thực ra thì Muji cũng không làm gì xấu trong làng Sooga, đơn giản là y vẫn sống yên bình ở bên cạnh làng. Trong bộ phim, Muji xuất hiện từ tập 'Ping Pong Pucca' khi đó y liên thủ với Tobe đối địch với Garu và Pucca.

### Các nhân vật khác
- Master Soo: Là vị thần bảo hộ của làng Sooga, thường xuất hiện cùng với một số hầu gái xinh đẹp. Với khuôn mặt kiểu Do Thái, ngài được biết như một vị thần lịch thiệp, hiểu nhiều biết rộng. Tuy là thần tượng của Garu, nhưng đôi khi ngài lại hết sức ngớ ngẩn. Trong tập 'Them Bones', ngài thậm chí còn tấn công bộ xương của Garu đang chạy trốn vì tưởng là hồn ma đào tẩu khỏi nghĩa địa(!!!)
- 3 Master Chefs: Tên gọi chung cho 3 vị bếp trưởng trong nhà hàng Goh-Rong, ba người giám hộ đồng thời là bác của Pucca. Tên của họ lần lượt là Linguini (người làm mì), Dumpling (người thái rau và thức ăn), Ho (người nấu bếp). Khi làm bếp họ luôn sát cánh bên nhau và thường biểu hiện những kỹ năng của ninja. Họ là bậc thầy trong kỹ thuật cổ truyền làm mì jajang đặc trưng cho làng Sooga.
- Dada: Là anh bồi bàn và lau dọn xui xẻo trong nhà hàng Goh-Rong. Mặc dù luôn được tin tưởng, nhưng anh ta thường xuyên biểu hiện sự vụng về và bối rối, đôi lúc là sợ hãi trong lúc làm việc (minh chứng rõ nhất là... tè dầm). Tuy nhiên trong Season 2 anh ta đã bắt đầu cố gắng tỏ rõ sự 'manly' của mình. Điều oái oăm ở chỗ, Dada lại đang thầm yêu Ring Ring. Trong tập 'He Loves Me Not', Dada còn giả làm Garu theo yêu cầu của Ring Ring, vờ hẹn hò với cô để chọc tức Pucca.
- Ssoso: Một cậu bé điềm tĩnh theo tinh thần của phái Thiền. Tuy cũng luyện Kung Fu như Abyo, nhưng hiếm khi Ssoso ưa ganh đua với người khác, kể cả với Abyo. Trong phim, Ssoso xuất hiện từ tập 'Flower Power' nhưng chỉ là nhân vật phụ, mãi đến tập 'The Sooga Showdown' cậu ta mới xuất hiện với tư cách là người chiến thắng trong cuộc thi kéo xe tay do Master Soo tổ chức.
- Bruce: Là cảnh sát tuần tra trong làng Sooga và đồng thời là bố của Abyo. Khi nói, ông thường hay kết thúc bằng từ 'over' hoặc hiếm hơn là 'over and out' ở cuối một số tập.
- Chang: Là cha của Ching, đồng thời là thầy dạy ninja cho cả Garu, Abyo và Ching, đôi khi còn cả Ssoso theo chương trình 'Dr Turtle Training Hall'. Là một người nghiêm mực (là bạn của ông Bruce) nhưng ông cũng là người vui tính, dè dặt nhưng cũng thích chuyện giật gân (minh chứng ở trong tập 'Misplaced Face'). Sở thích của ông là làm nước quả ép cho Ching và các bạn cũng như để... tắm, cùng với con rùa của mình (ông vốn là cựu ninja rùa, đệ tử của Dr Turtle Hall, cựu ninja bá chủ làng Sooga). Ngoài ra có thể ông còn nuôi một con mèo đực trắng lang đen kiểu Tàu hay đội nón, con mèo này cầm đầu một nhóm các con mèo hoang ưa gây rối mang tên 'The Cat Clan' (tên chúng theo Jetix là Brutus, Socrates và Napoleon), địch thủ của Mio trong cuộc chiến tranh giành trái tim của cô mèo Yani.
- The Vagabond Ninja Clan (Băng Ninja ma cà bông): Một tốp gồm ba ninja ưa gây rối trật tự công cộng ở làng Sooga. Họ gồm Binggure (biệt danh: Clown vì y rất giống hề), Jumong (biệt danh: Shaman, y vốn là phù thủy) là hai cánh tay của "Chief" Jing-Jing (có tình ý với Tobe). Tuy hay tách ra hoạt động độc lập nhưng đôi khi họ lại hay phục vụ cho Tobe.
- Doga: Là tay phù thủy cao siêu ở ngoài làng Sooga chuyển đến. Ả vốn là người lầm lì và rất ưa gây gổ khi thấy có gì không vừa mắt. Xuất hiện trong tập 'The Usual Ching', cái tất của ả khi dính vào người ai là người đó cũng từ hiền hoà chuyển sang độc ác (như trường hợp Ching vu oan Pucca). Tuy nhiên khi dính tất của ai đó rất hiền hoà (như Ching), ả cũng hiền hoà theo.
- Destiny: Tên một anh chàng rồng vàng vui tính ở trong một cái hang ở hồ Sooga. Vốn rất ái mộ Pucca, anh ta luôn tìm cách giúp Pucca cưa cẩm được Garu. Thậm chí trong tập 'The Dragon Player', anh ta còn tính kế bắt Pucca rồi cố tình nói kháy để Garu sôi gan, và rồi có màn kịch kiểu 'anh hùng cứu mỹ nhân'. Ngoài ra Destiny còn biết hát và chơi organ rất cừ.
- The Goblins: Còn gọi là The Smiley Men bởi họ được thấy với một dáng người thấp bé với nụ cười trên môi. Là cư dân nhỏ bé trong làng Sooga, họ tham gia nhiều hoạt động khác nhau trong làng, thậm chí là làm lính cứu hoả. Cách phân biệt: màu lam là nam, màu hồng là nữ.

## Các tập phim

### Flash
Gồm 32 tập phim kéo dài từ 45 giây đến 2 phút do Vooz phát hành trên cộng đồng mạng trong những năm 2000, 2002 và 2005.
Sau đây là danh sách cụ thể:
1. Kissing with Ice Cream
2. In Bamboo Field
3. War for take over Mandoo
4. Seol-Joong-Bong
5. Boon-Shin-Sa-Ma-Jun
6. Various Kissing Ways
7. Battle in the Boat
8. X-MAS Story
9. New Year's Greeting
10. Happy Valentine
11. Fighting Korea 1
12. Fighting Korea 2
13. Summer Story
14. Deliver,Pucca!
15. sky diving
16. ChocoChoco
17. Oasis
18. Time is up
19. The Rival
20. Pu Kong
21. 4004 Blackday
22. Flower Delivery
23. Hottest Fighter Abyo
24. The Frog Prince
25. The ring
26. Caughting in the rain
27. The constellation of love
28. Bungee Jump
29. Winter Story
30. Happy Valentine's day
31. Puccaland
32. Fragrance of Spring

### Funny Love

#### Season 1
Gồm 26 tập phim, mỗi tập gồm 3 phần nhỏ, mỗi phần kéo dài khoảng 7 phút. Được Vooz hợp tác với Jetix sản xuất từ tháng 9 năm 2006 đến tháng 5 năm 2007.
Danh sách chi tiết xem tại đây.

#### Season 2
Gồm 13 tập phim (cấu trúc tương tự) được sản xuất trong năm 2008. Do Jetix sáp nhập vào hãng Disney, kế hoạch cho Season 3 đã bị hoãn vô thời hạn.
Danh sách chi tiết xem tại đây.